# The Citizen of the World

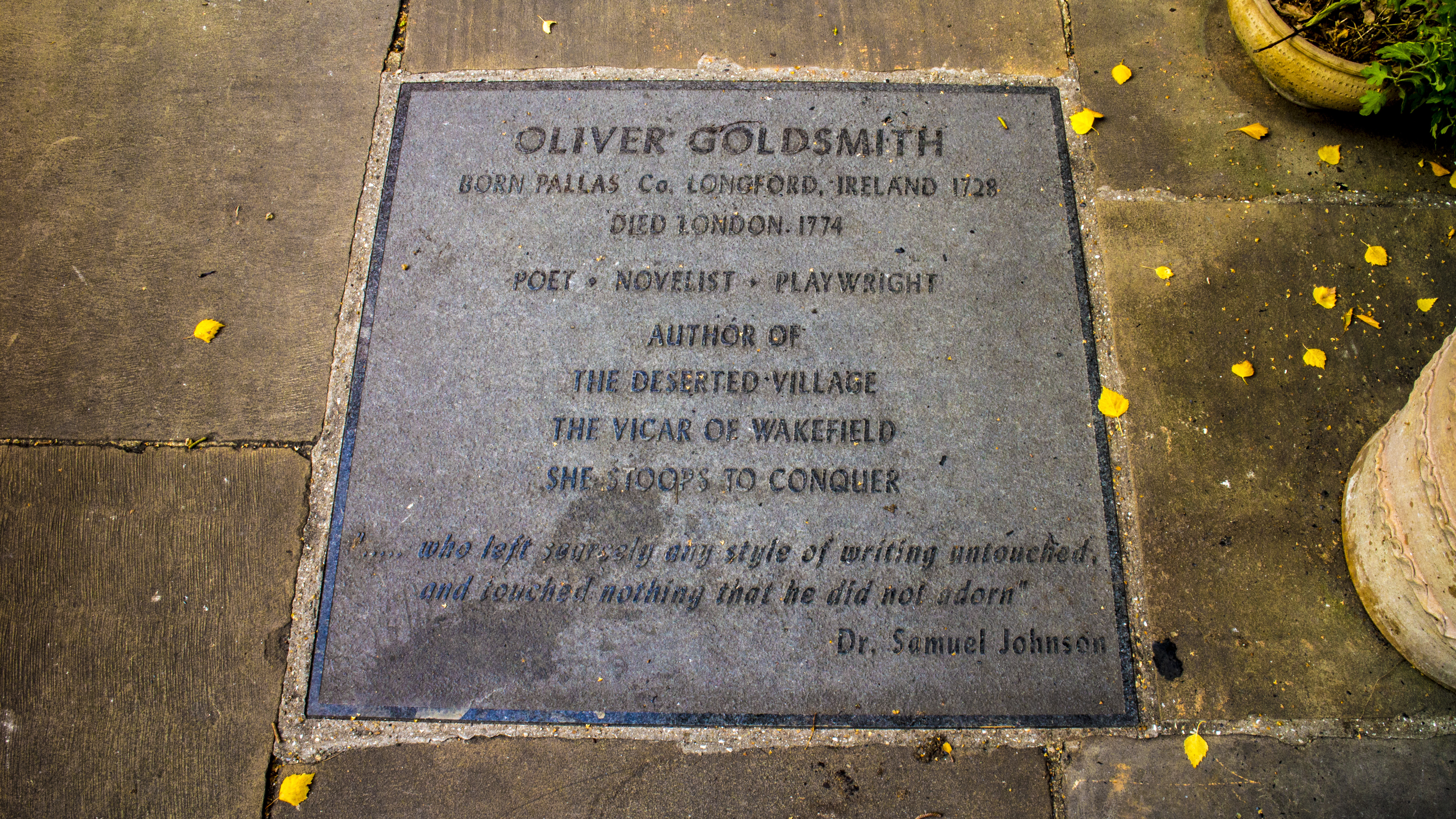
Gedenktafel für den Autor in der Londoner Temple Church mit der Aufschrift: Oliver Goldsmith / born Pallas Co. Longford, Ireland 1728 / died London 1774 / poet, novelist, playwright / author of The Deserted Village, The Vicar of Wakefield, She Stoops to Conquer / “… who left scarcely any style of writing untouched, and touched nothing that he did not adorn” / Dr. Samuel Johnson

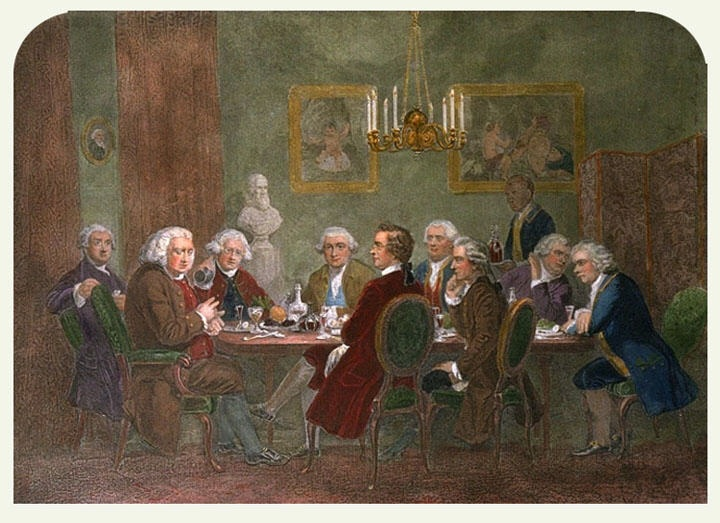
The Club (Joshua Reynolds)

The Citizen of the World (Der Weltbürger) bzw. mit vollständigem Titel: The citizen of the world, or letters from a Chinese philosopher residing in London to his friends in the east (Der Weltbürger oder Briefe eines in London weilenden chinesischen Philosophen an seine Freunde im Osten) von dem irischen Schriftsteller und Arzt Oliver Goldsmith (1728–1774) ist eine Sammlung fiktiver Briefe, die zunächst in Newberys Public Ledger 1760–1761 veröffentlicht worden sind und 1762 unter dem genannten Titel erschienen. Oliver Goldsmith verbindet in diesen 119 Briefen eine Reihe seiner besten Essays und Sittenschilderungen durch eine Rahmenhandlung zu einem geschlossenen, einheitlichen literarischen Werk, indem er sie als Briefe und Tagebuchaufzeichnungen eines in London residierenden chinesischen Gelehrten ausgibt, der während seines Aufenthaltes in der Stadt mit wacher Aufmerksamkeit und kritischem Witz die Zustände im England seiner Zeit beobachtet und überdenkt. Goldsmith nutzt diese fiktive Außenseiterperspektive, um ironisch und manchmal moralisch die britische Gesellschaft und ihre Konventionen zu kommentieren.
Der chinesische Philosoph namens Lien Chi Altangi aus „Honan in China“ (Brief 1) ist ein Gelehrter, der die englische Sprache durch seinen Kontakt zu einem Kaufmann und anderen Engländern in Canton gelernt hat, doch ihre Umgangsformen und Sitten sind ihm ganz fremd ("entirely a stranger to their manners and customs").
In Brief 88 beispielsweise berichtet der Chinese seinem (ebenfalls fiktiven) Freund Fum Hoam, dem „ersten Präsidenten der Zeremonial-Akademie in Peking, China“, von seinen Plänen, eine Akademie zu gründen, um die Engländerinnen – deren Unterweisung angesichts der vielen Sprachlehrer, Musiklehrer, Friseure und Erzieherinnen vollständig in der Hand von Ausländern läge – in der Kunst, mit Ehemännern klarzukommen ("the art of managing husbands") und ihr Lächeln unter Kontrolle zu halten („the art of managing their smiles“) unterrichten zu lassen. Er habe den Plan aber nicht weiter verfolgt, denn Heirat sei derzeit so sehr außer Mode („out of fashion“), dass eine Lady sowieso jeden Mann bekommen könne. Indessen rät er dem „schönen Geschlecht“, sich möglichst schnell Ehemänner zu ergattern („to get husbands as fast as they can“).
Das Werk wurde von den früher erschienenen Persischen Briefen Montesquieus inspiriert. Kurz zuvor war auch A Letter from Xo Ho, a Chinese Philosopher at London, to his Friend Lien Chi at Peking (1757) von Horace Walpole erschienen.